# بيار موروا
بيير موروا (بالفرنسية: Pierre Mauroy، اللفظ: [pjɛʁ moʁwa]) سياسي اشتراكي فرنسي ولد في 5 يوليو 1928 في شمال فرنسا، توفي في 7 يونيو 2013.

## رئاسة الوزراء
شغل رئاسة الوزراء الفرنسية في الفترة من 1981 إلى 1984 أثناء ولاية فرنسوا ميتيران الأولى وشكّل حكومة ضمّت أربعة وزراء شيوعيين مما أثار غضب الولايات المتحدة وقلق حلفاء فرنسا في ظروف الحرب الباردة. اعتمد سياسة يسارية وفق برنامج ميتيران ورفع عدد موظفي الدولة وحدّ مدّة العمل القانونية بـ39 ساعة أسبوعية وأمر بتأميم عدد من الشركات الكبرى وألغى عقوبة الإعدام وأنشأ ضريبة على الثروات الكبيرة.
إلا أنّه لم يستطع أن يكبح ال تضخّم والبطالة فاستقال في يوليو 1984 وحلّ محلّه لوران فابيوس.

## بعد 1984
انتخب بعد ذلك أمينًا عامًّا للحزب الاشتراكي الفرنسي. كان رئيسًا لبلدية ليل من 1973 إلى 2001. وكان عضوًا في مجلس الشيوخ الفرنسي.

## روابط خارجية
- بيار موروا على موقع مونزينجر (الألمانية)
- بيار موروا على موقع إن إن دي بي (الإنجليزية)